# Katarina Barley
Katarina Barley (Colonia, 19 de noviembre de 1968) es una jurista y política alemana. Diputada en el Bundestag desde 2013, asumió el cargo de Secretaria General del Partido Socialdemócrata de Alemania desde 2015 a 2017. El 2 de junio de 2017 fue nombrada ministra Federal de Asuntos Familiares, Mayores, Mujeres y Juventud en el Segundo Gabinete federal de Angela Merkel. El 14 de marzo de 2018 asumió como Ministra de Justicia y Protección al Consumidor en el Cuarto Gabinete Merkel.
En 2019 fue elegida como eurodiputada y se convirtió en vicepresidenta del Parlamento Europeo.

## Biografía
Hija de un periodista británico que trabajó en el servicio radiofónico de Deutsche Welle, y de madre alemana, que trabajó como física. Barley estudió en la Universidad de Marburgo y la Universidad de París-Sur. Realizó su tesis doctoral, bajo la dirección de Bodo Pieroth, sobre el derecho constitucional de los ciudadanos de la Unión Europea a votar en las elecciones municipales. Barley estuvo casada y tiene dos hijos.

## Trayectoria
Barley trabajó como abogada en Hamburgo antes de ser ayudante del juez constitucional Renate Jaeger en Karlsruhe, en 2001. Desde 2008, ejerció como jueza. Más tarde, trabajó como una asesora en bioética del Ministerio Estatal de Justicia y Protección del Consumidor de Renania-Palatinado, hasta que fue elegida diputada del Busdestag en 2013.

## Carrera política
En su trabajo parlamentario, Barley representa el departamento de Tréveris por el Partido Socialdemócrata de Alemania. Ha participado en la Comisión de Justicia con responsabilidad para nombrar a jueces de los Tribunales más importantes del país, concretamente el Tribunal Federal de Justicia (BGH), el Tribunal Administrativo Federal (BVerwG), el Tribunal Fiscal Federal (BFH), el Tribunal Laboral Federal (BOLSA) y el Tribunal Social Federal (BSG). En 2014, fue nombrada miembro del Comité de Elección de Jueces (Wahlausschuss), que tiene encomendado el nombramiento de jueces del Tribunal Constitucional de Alemania. 
Dentro del SPD grupo parlamentario, Barley pertenece a la Izquierda Parlamentaria, un movimiento de izquierda. En 2015,  fue propuesta por el presidente de partido, Sigmar Gabriel, para sustituir a Yasmin Fahimi en el puesto de secretaria general del SPD. Desde marzo de 2017, trabajó bajo la jefatura de Martin Schulz y dirigió la campaña electoral del partido para las elecciones nacionales.
En mayo de 2017, Schulz anunció que Barley sustituiría a Manuela Schwesig en el Ministerio Federal de Asuntos Familiares, Mayores, Mujeres y Juventud para el resto del plazo legislativo hasta las elecciones. Fue nombrada el 2 de junio de 2017. El 14 de marzo de 2018 asumió como Ministra de Justicia y Protección al Consumidor en el Cuarto Gabinete Merkel.
En las elecciones al Parlamento Europeo de 2019, Barley fue la cabeza de lista del SPD, siendo elegida como eurodiputada. Tras constituirse el Parlamento Europeo, asumió como una de sus vicepresidentes. Es miembro titular de la Comisión de Libertades Civiles, Justicia y Asuntos de Interior y miembro suplente de la Comisión de Asuntos Exteriores.
En las Elecciones al Parlamento Europeo de 2024 fue de nuevo la cabeza de la lista del SPD, tuvo que aceptar pérdidas drásticas en comparación con las elecciones anteriores.

## Vida privada
Barley tiene dos hijos y está casada con el entrenador de baloncesto holandés Marco van den Berg desde junio de 2020.

## Otras actividades
- ZDF, Miembro del Tablero Televisivo (desde 2016)
- Asociación alemana para Pequeños y Medianos Negocios (BVMW), Miembro del Consejo consultivo Político (desde 2016)
- Instituto para Política europea (IEP), Miembro del Tablero de Fideicomiso
- Premio Wilhelm Dröscher, Miembro del Tablero de Fideicomiso
- Universidad Trier de Ciencias Aplicadas, Miembro del Tablero de Fideicomiso[11]